# Dasypogon tragicus
Dasypogon tragicus är en tvåvingeart som först beskrevs av Christian Rudolph Wilhelm Wiedemann 1828.  Dasypogon tragicus ingår i släktet Dasypogon och familjen rovflugor. Inga underarter finns listade i Catalogue of Life.